# Gwynns Falls/Leakin Park
Gwynns Falls/Leaking Park is een bosrijk gebied rond enkele beekdalen, omringd door woonbuurten van de Oost-Amerikaanse stad Baltimore. Het is eigendom van de stad en wordt beheerd als recreatief gebied met onder andere paden voor voetgangers en fietsers. Het combineert de twee oorspronkelijke parken Gwynns Falls Park en Leakin Park, waarvan de namen ook nog steeds afzonderlijk van elkaar worden gebruikt. Het totale park is meer dan 1200 acre (485 ha). Aan de oost- en westzijde wordt het park begrensd door onder meer de wijken Edmondson Village, Windsor Hills, Rognel Heights en Franklintown.

## Geschiedenis

### Gwynns Falls
Het park herbergt een groot oorspronkelijk stuk landschap rond de waterloop Gwynns Falls. In 1901 kocht de stad al een stuk grond van 390 acre (157 ha) ter reservering voor een park dat binnen de stadsuitbreidingen moest komen te liggen. In 1904 schreven de Olmsted Brothers, een bureau van de zoons van Frederick Law Olmsted, in opdracht van de stedelijke parkcommissie een visie voor Baltimore onder de titel Report upon the Development of Public Grounds for Baltimore. Onder de indruk van het gebied langs de Gwynns Falls stelden zij voor de hele vallei als beekdalpark te behouden.  

### Leakin Park
De grond van Leakin Park kwam voort uit het voormalige landgoed Crimea van Thomas Winans, dat in de jaren 1940 door de stad werd aangekocht. Het landgoed lag aan de Dead Run, een zijtak van de Gwynns Falls. De aankoop was mogelijk dankzij een legaat van advocaat en Baltimoreaan J. Wilson Leakin. Het testament schreef voor dat de stad de opbrengst van de verkoop van Leakins onroerend goed aan de aanleg van een stadspark werd besteed. Verder droeg Wilson Leakin op dat het park de naam Leakin zou krijgen, ter ere van zijn grootvader, die burgemeester van Baltimore was geweest. Vóór de stad tot de aankoop van het landgoed was overgegaan hadden diverse wijken geprobeerd aanspraak te maken op het nieuwe park.

## Faciliteiten en activiteiten

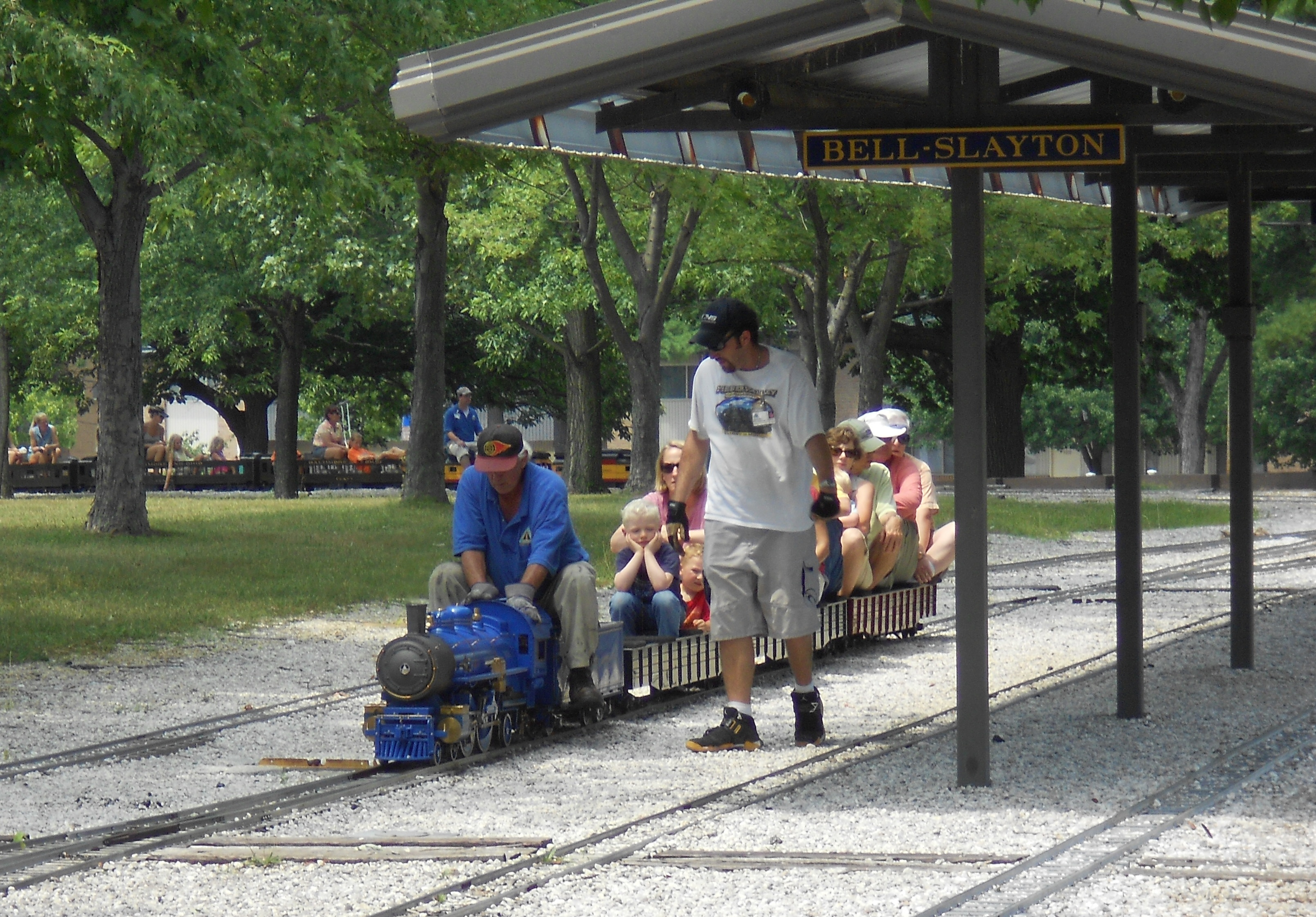
Miniatuurspoorlijn

In en rond het dal van de Gwynns Falls ligt de Gwynns Falls Trail, een netwerk van recreatieve voet- en fietspaden.
In het parkgedeelte bij de Windsor Mill Road staan historische gebouwen van het landgoed Crimea, waaronder het landhuis Orianda en een houten gotische kapel. Hier vlakbij ligt een miniatuurspoorlijn van de Chesapeake & Allegheny Live Steamers, waarop een treintje rijdt.
Vanaf de jaren 1980 werden in het hoger gelegen gedeelte van Leakin Park een natuurcentrum (Carrie Murray Nature Center) en een buitenactiviteitencentrum geopend. Sinds 1987 vindt elk voorjaar het Baltimore Herb Festival plaats in het park.

## Criminaliteit
De reputatie van Leakin Park heeft geleden onder het grote aantal lichamen dat er is gevonden. Het park kreeg bekendheid vanwege de uitspraak "Leakin Park, where West Baltimore brings out its dead" uit de HBO-serie The Wire. De eerste moord werd in 1948 gepleegd door een jongen van 15 jaar die per ongeluk een 13-jarige jongen doodschoot. In 1968 werden de verminkte lichamen van vier kinderen aangetroffen. Het jaar erop werd het lichaam van Black Panther-sympathisant Eugene Leroy Anderson gevonden, die mogelijk omgebracht was omdat hij ervan verdacht werd informant te zijn van de FBI. De vondst van het lichaam van Hae Min Lee in 1999 kreeg grote bekendheid, des te meer nadat journalist Sarah Koenig er haar eerste seizoen van de podcast Serial aan besteedde. Nadien werden nog diverse vondsten gedaan. Sinds 2010 wordt er een weblog met een overzicht van de vermoorde personen en moordlocaties bijgehouden.